# Praktyki hinduizmu

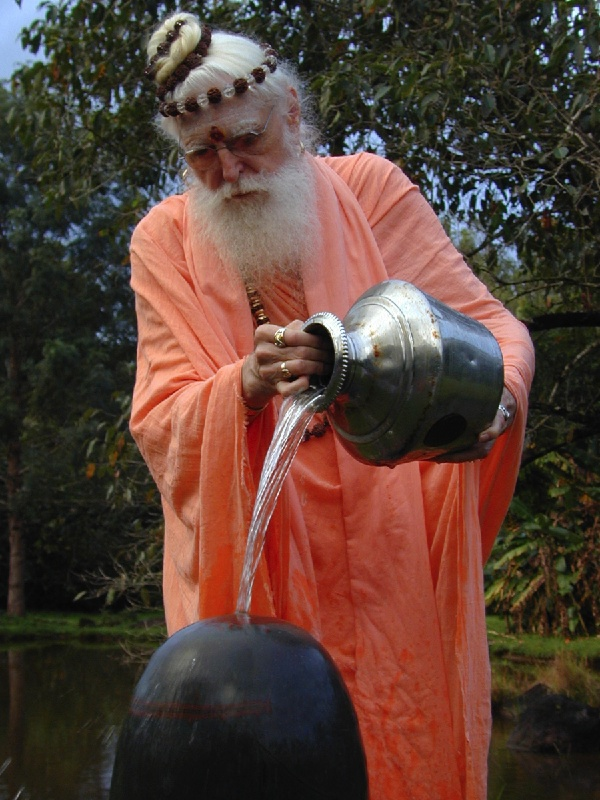
Gurudewa Śiwaja Subramunijaswami czci Śiwalingam

W hinduizmie powszechne są praktyki religijne takie jak: pudźa, różne formy medytacji, jadźnia, powtarzanie mantr i imion Boga, wykorzystując dźapę; śpiewanie pieśni religijnych: bhadźanów i arati. Większość tych praktyk odbywa się w hinduistycznych świątyniach, czyli mandirach. Wielu hinduistów posiada również mandiry w swoich domach.
W hinduizmie popularną praktyką jest czytanie świętych pism tej religii – uważane jest to (w połączeniu z wprowadzeniem w życie nauk z tych ksiąg) za błogosławieństwo na drodze duchowej.

## Pudźa
Pudźa odbywa się w mandirach (świątyniach bądź prywatnych kapliczkach). Tam hinduista ustawia na środku posążek dewy, dewi, Awatary bądź świętego. Najczęściej pudźę rozpoczyna się krótką modlitwą i medytacją, która stanowi jej część. Następnie hinduista składa ofiarę. Najczęściej są to owoce, słodycze, kwiaty, liście, ghi, woda. Pudźy często towarzyszy palenie kadzidełek, a także praktyki takie jak np. potrząsanie dzwonkami. Po zakończeniu pudźy odprawia się arati. Pudźa ma na celu zwiększenie cech sattwicznych (czystych, dobrych) oraz rozwój bhakti.

## Jadźńa

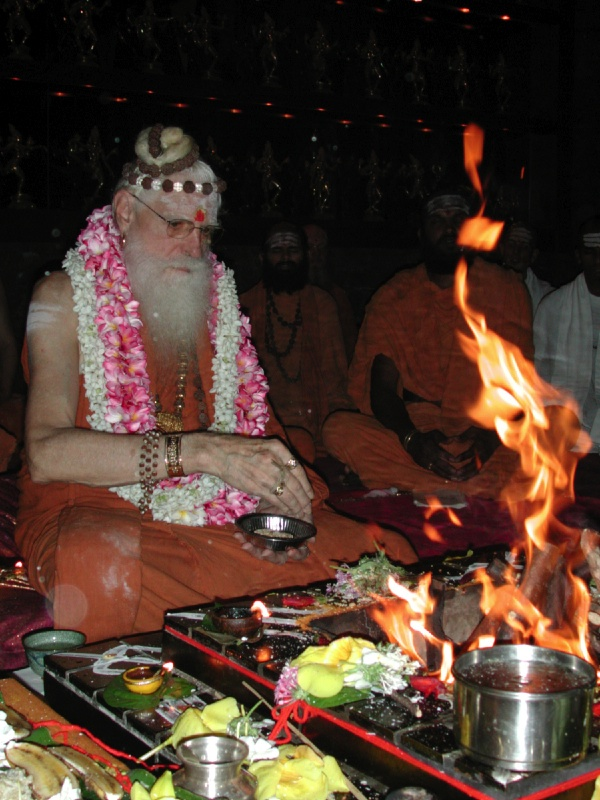
Satguru Sivaya Subramuniyaswami celebrujący homę

Zgodnie z wedyjską tradycją hinduiści praktykują jadźnię, czyli składanie ofiar. Wedy wyróżniają pięć głównych typów jadźń:
1. Dewa-Jadźńa to żertwa ogniowa składana wszystkim bóstwom, mieszkańcom niebios; składana jest rano i wieczorem z odrobiny pożywienia wegetariańskiego skropionego klarowanym (przetopionym) masłem, Ghi.
2. Bhuta-Jadźńa to żertwa dla wszystkich stworzeń, tzw. bali wykładane dla zwierząt i duchów.
3. Pitr-Jadźńa to ofiara dla przodków z placków ryżowych (pinda) w odpowiedni sposób.
4. Brahma-Jadźńa to ofiara dla Brahmana, Boga Stwórcy, w postaci wieczornej recytacji fragmentów Wedy.
5. Manusza-Jadźńa to ofiara dla ludzi, czyli datki (dana) dla ubogich czy bezdomnych, najczęściej w formie darów rzeczowych czy dokarmiania głodnych.

## Medytacja i joga

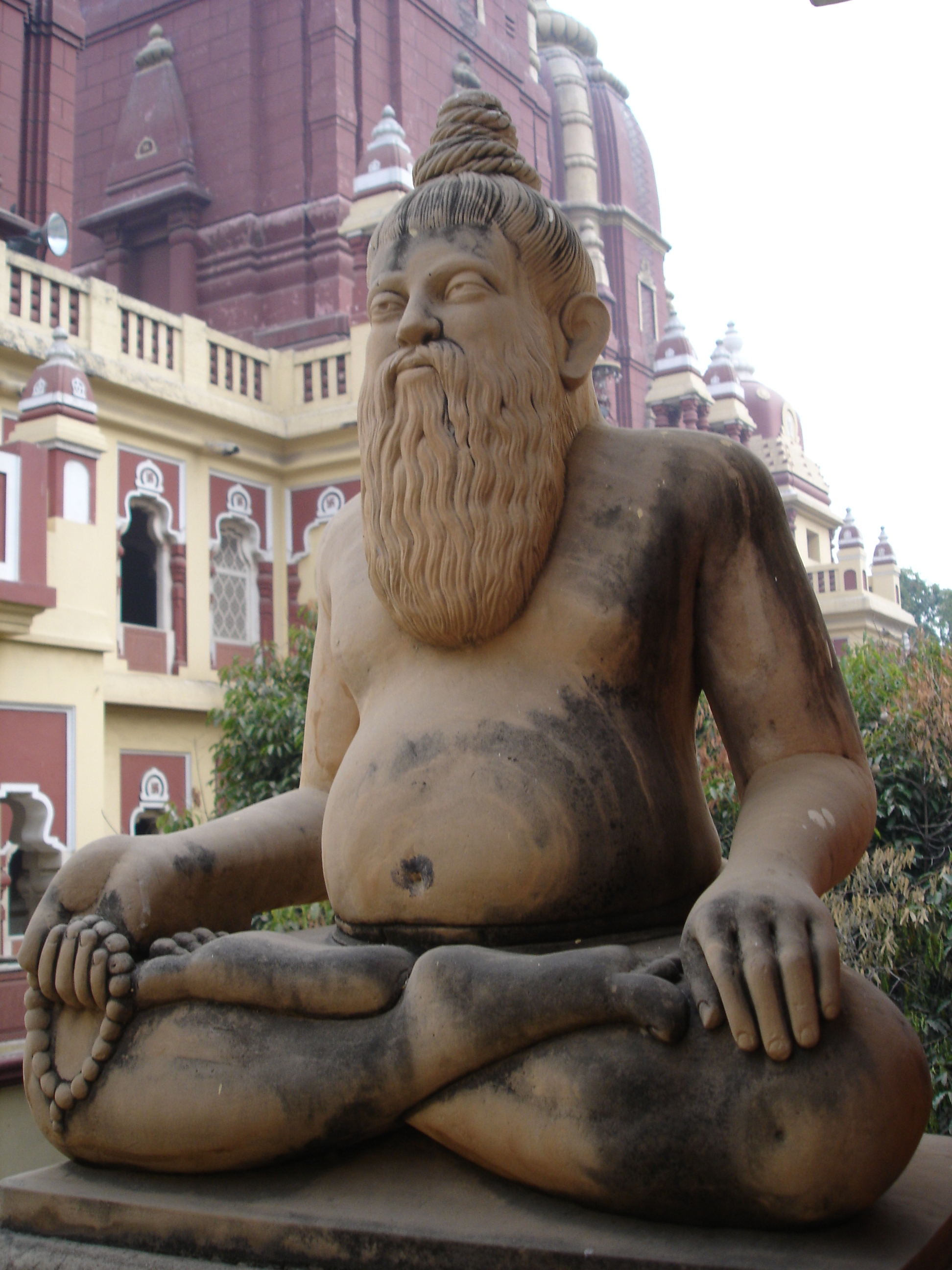
Pomnik postawiony medytującemu joginowi, Birla Mandir, New Delhi

Wielu hinduistów, w szczególności bramini, sadhu i jogini, często praktykuje medytację czy jogę. Istnieją różnorodne sposoby medytowanie, może to być koncentracje energii, kontrola oddechu, wizualizacja, czy powtarzanie mantr. Medytację wykonuje się najczęściej w pozycji lotosu, pozycji półlotosu lub zwyczajnym siadzie skrzyżnym. Jako ćwiczenia uzupełniające stosuje się też asany, mudry czy bandhy. Jedna z odmian jogi – hathajoga (do której zostało na Zachodzie w potocznej mowie zawężone znaczenie terminu "joga") koncentruje się na asanach. Popularna forma hathajogi to tylko gimnastyka mająca niewiele wspólnego z religią.

### Mantra i dźapa
Wśród hinduistów powszechne jest śpiewanie, recytowanie i powtarzanie mantr i imion Boga – stanowi to metodę rozwoju duchowego, formę medytacji. Oczyszcza umysł z negatywnych tendencji i przybliża człowieka do mokszy. Czasami wykorzystuje się w tym celu dźapę.
Niektóre mantry są śpiewane, a inne recytowane czy mówione.
Najświętszą mantrą w hinduizmie jest mantra OM, której zapis stanowi święty symbol tejże religii. Drugą najświętszą mantrą jest mantra Gajatri.

## Kult
Hinduiści oddają także cześć jednemu Bogu wyobrażanemu pod różnymi postaciami – dewy lub dewi (większość hinduistów czci tylko jednego lub jedną) czy awatary. Duża część wykorzystuje do tego obrazki lub posążki (święta pisma hinduizmu traktują je wyłącznie jako reprezentację Boga jedynego bezforemnego), które są umieszczane w mandirach. W mandirach rzadko odbywają się zbiorowe zgromadzenie modlitewne (jak to ma miejsce w chrześcijaństwie czy islamie), lecz najczęściej pobożny hinduista przychodzi tam (czasem ze swą rodziną i przyjaciółmi) aby się pomodlić i odprawić proste, symboliczne rytuały ofiarne.
W hinduizmie powszechny jest również kult świętych. Czczeni są w podobny sposób jak dewy, dewi czy Awatarowie.

### Kult dewocyjny
W licznych nurtach hinduistycznych bardzo ważne jest bhakti, czyli oddanie Bogu. Występują tego rozmaite formy jednym z których jest pudźa. Bardzo ważną ekspresją oddania jest też śpiewanie bhadźanów, czyli radosnych dewocyjnych pieśni lub odprawianie sankirtanów. Bhakti wyraża się także w indyjskich tańcach.

## Praktyki pokarmowe
Wielu hinduistów przed spożyciem pokarmu ofiaruje go swojemu ulubionemu bóstwu (często poprzez recytację mantry Brahmarpanam), co sprawia, że (zgodnie z tym w co hinduiści wierzą) staje się prasadam.

## Pielgrzymki
Wielu hinduistów praktykuje też pielgrzymki do świętych miejsc. Do bardzo istotnych należy rzeka Ganges uznawana za świętą rzekę, w której hinduiści rytualnie się obmywają. Ponadto wymienić można święte miasta, z których istotnymi są Varanasi (tam przy brzegach Gangesu hinduiści rytualnie się kąpią), Bryndaban (miasto poświęcone Krysznie), Allahabad (odbywa się tam Kumbhamela). Praktykowane są także pielgrzymki do Himalajów do świętych miejsc takich jak np. góra Kajlas (w śiwaizmie) lub żeby się spotkać ze świętymi, sadhu czy joginami.

## Śluby

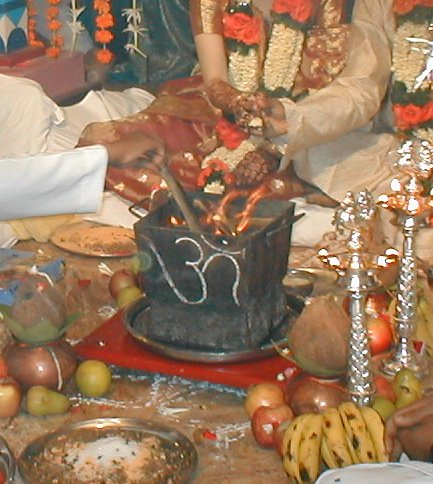
Jadźńa odprawiana podczas ślubu hinduskiego

W Indiach śluby hinduistyczne są zawierane najczęściej przez młodzież. Odbywają się w obecności ich rodziców oraz kapłana (Bardzo często też zaprasza się na nią krewnych, w związku z czym takie ceremonie są kosztowne). Młoda para składa sobie przyrzeczenia oraz obdarowuje się nawzajem girlandami, pierścionkami itp. Przy ceremonii ślubnej odprawia się też pudźę i jadźnię oraz odmawia modlitwy. Część oficjalna trwa łącznie ok. 7 godzin i oprócz małżonków uczestniczą w niej tylko członkowie ich najbliższej rodziny. Pozostała część zaproszonych na uroczystość gości urządza w tym czasie wesele. Każdy może się natomiast przyłączyć do hucznego orszaku, który przechodzi ulicami miejscowości od domu przyszłego małżonka do miejsca ślubu, w którym panna młoda oczekuje na rozpoczęcie ceremonii.

## Pogrzeby
Pogrzeb hinduski z reguły ma formę kremacji, po której rozrzuca się popiół zmarłego. Powszechną praktyką jest również wrzucanie popiołu do świętej rzeki – Gangesu, co jest uważane za zapewnienie lepszego odrodzenia. Dzieje się tak w przypadku ludzi świeckich. Duchowni natomiast są grzebani.

## Guru-śiśja
Istotną rolę w wielu odłamach hinduistycznych sprawuje też relacja guru-śiśja. Śiśja (uczeń) zobowiązany jest do traktowania z szacunkiem i posłuszeństwa wobec swojego guru (mistrza duchowego), a ten z kolei ma prowadzić go po ścieżce moralności i pomóc uzyskać stan mokszy. Zwyczajem powszechnym w Indiach było dawanie swojemu guru przez śiśję daksziny przed byciem przyjętym na nauki, która najczęściej miała postać kwiatów, owoców, słodyczy lub drobnej, symbolicznej sumy pieniężnej. W niektórych szkołach hinduizmu guru również inicjował ucznia w odpowiednią mantrę, którą miał powtarzać przez określony czas.
Często, szczególnie w przypadku guru uważanych za szczególnie świętych uczniowie na specjalne sposoby czczą swego guru. Należą do nich znakowanie jego ciała kumkumem, smarowanie go wibhuti, rytualne obmywanie jego stóp itp.

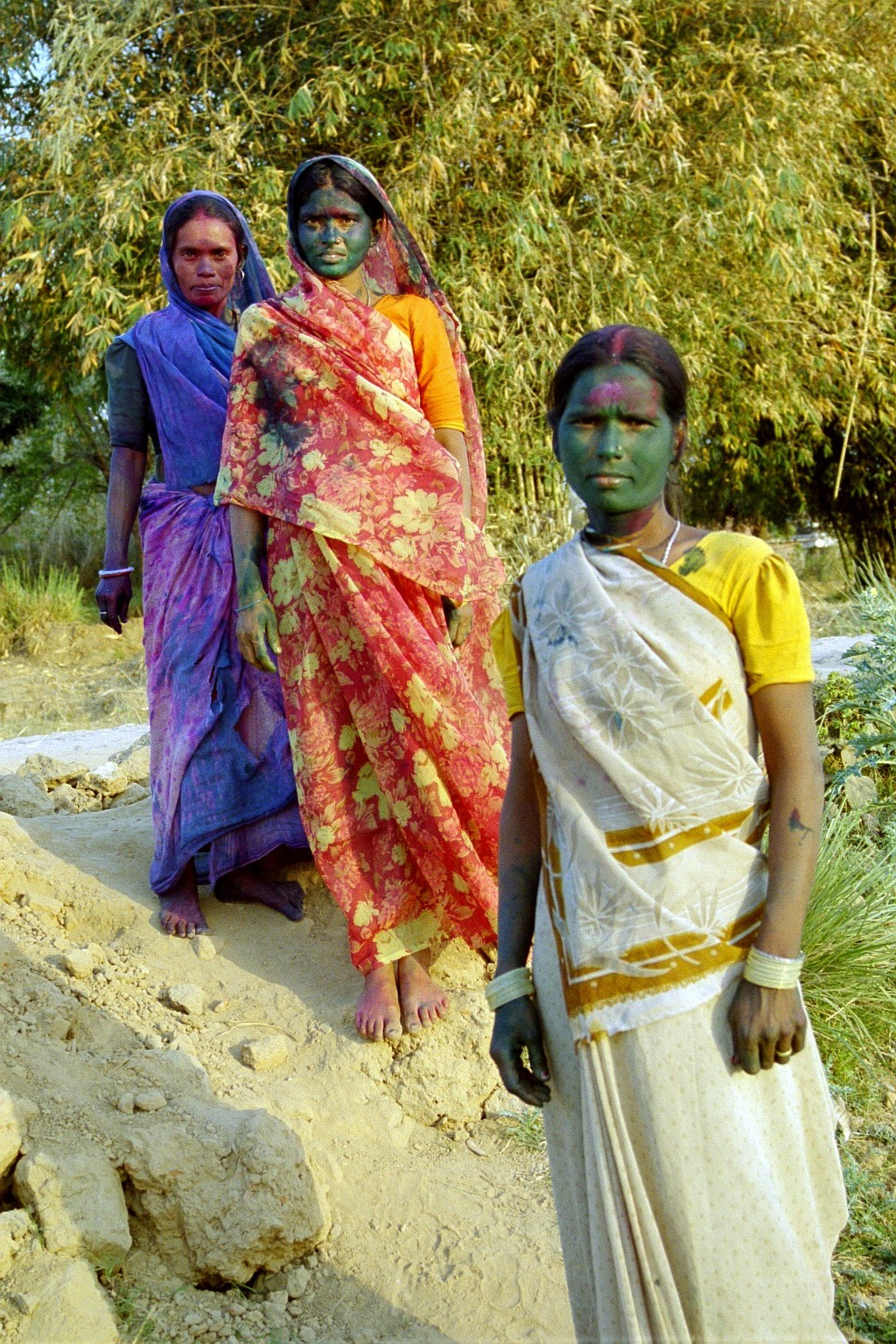
Wyznawcy hinduizmu świętują Holi, malując się nawzajem

## Święta hinduskie
- Makar sankranti – obchodzone 14 stycznia
- Mahaśiwaratri – święto Śiwy obchodzone w lutym
- Nawaratri – święto bogini Śakti obchodzone w marcu
- Rama Nawami – urodziny Ramy obchodzone w marcu[2]
- Holi – święto wiosny obchodzone na przełomie lutego i marca
- Ugadi – obchodzone pod koniec marca
- Hanuman Dźajanti – święto ku czci Hanumana obchodzone na początku kwietnia
- Onam – święto zbiorów rolnych obchodzone pod koniec sierpnia głównie w Kerali
- Kryszna Dźanmasztami – urodziny Kryszny obchodzone na początku września
- Ganeś Ćaturthi – święto ku czci Ganeśi obchodzone we wrześniu
- Widźajadaśami – święto triumfu dobra nad złem obchodzone pod koniec października

## Tantra
W Indiach wyłoniła się hinduistyczna tradycja duchowa (stała się później również elementem dżinizmu i buddyzmu), zwana "tantrą", związana ściśle z określonymi sampradaja (głównie wisznuickimi i śiwaickimi), której adepci stworzyli unikatowy system praktyk. Charakterystyczne dla nich było stosowanie do medytacji jantr, mandali, mudr i mantr co miało pomóc w rozwoju duchowym. Tantra zawierała również sporo elementów magii.
W niektórych bardziej skrajnych szkołach tantry, (znanych popularnie "tantrą lewej ręki") jej adepci praktykowali również tzw. "pięć M", - pięć praktyk, naruszających zasady religijne hinduizmu : spożycie ryb (matsja), spożycie mięsa (mansa), spożycie alkoholu (madja), spożycie afrodyzjaków (mudra) oraz zakazane stosunki seksualne (maithuna).